# استهداف سفينة كيم بلوتو

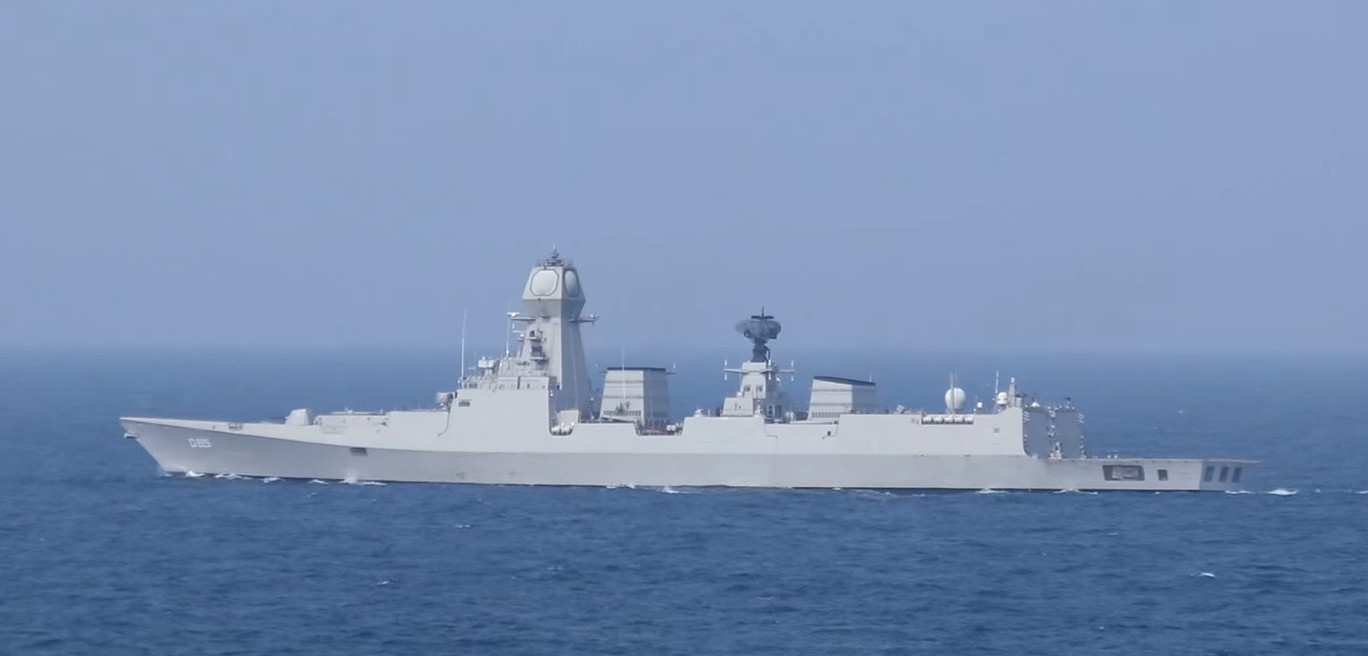
المدمرة تشيناي – إحدى السفن التي ردت على الهجوم

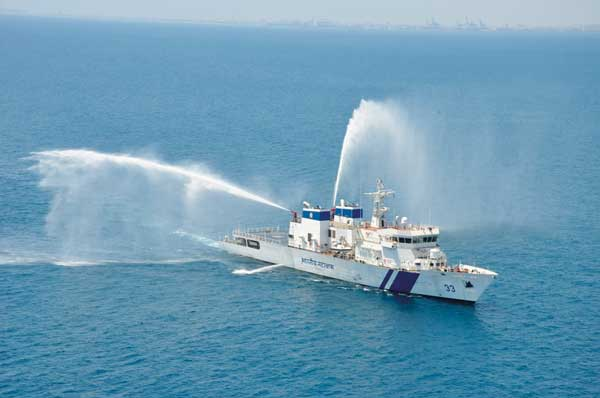
سفينة الدورية التي ساعدت الناقلة

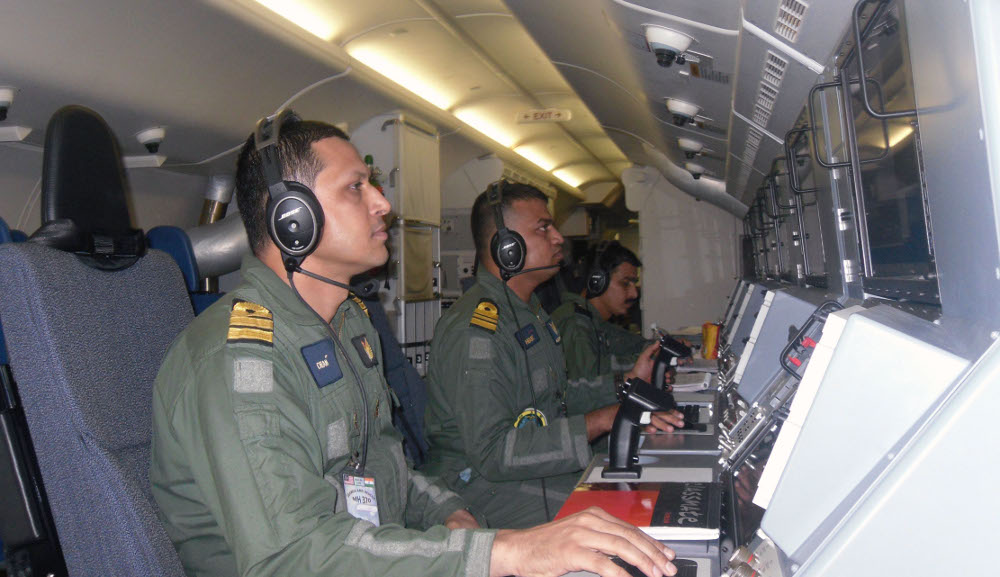
مشغلو أجهزة الاستشعار على طائرة هندية من طراز بوينغ بيه-8

في 23 ديسمبر 2023، أصيبت الناقلة كيم بلوتو بصاروخ مضاد للسفن أو طائرة بدون طيار بينما كانت تنقل النفط من الجبيل بالمملكة العربية السعودية إلى ميناء مانجالور الجديد بالهند.  ووقع الهجوم في الساعة 10:00 بالتوقيت المحلي (06:00 بتوقيت جرينتش) عندما كانت السفينة على بعد حوالي 200 ميل (320 كـم) جنوب غرب فيرافال. 

## الأحداث
أصاب الصاروخ مؤخرة سطح السفينة واخترق الهيكل، مما تسبب في أضرار داخلية ونشوب حريق وانقطاع التيار الكهربائي. ولم تقع إصابات بين أفراد الطاقم المكون من 22 شخصًا معظمهم من الهند، والذين تمكنوا من السيطرة على الحريق واستعادة الطاقة وإعادة السفينة إلى العمل مرة أخرى. 
قام مركز دمج المعلومات الهندي لمنطقة المحيط الهندي بتنبيه خفر السواحل الهندي الذي أرسل سفينة دورية لمساعدة ومرافقة الناقلة بينما كانت البحرية الهندية تقوم بدوريات بسفينة حربية وطائرة بحرية من طراز بوينغ بيه-8 بوسيدون. 
أعلنت وزارة الدفاع الأمريكية أنَّ هذا كان هجومًا مباشرًا من قبل الجيش الإيراني لكن وزارة الخارجية الإيرانية نفت مسؤوليتها. 
والسفينة مملوكة لشركة يابانية تدعى ريو بريلانتي، وتديرها شركة ناقلات الكيماويات الآس ومقرها هولندا والمرتبطة بالملياردير الإسرائيلي عيدان عوفر. وتمَّ تسجيل السفينة في مونروفيا لمنحها علم الملاءمة الليبيري. 

## ردود الفعل
رست السفينة في مومباي يوم عيد الميلاد لإجراء إصلاحات والتحقيقات. تمَّ إجراء التحقيقات الأولية من قبل فريق التخلص من المتفجرات التابع للبحرية الهندية والتحليل اللاحق بواسطة مختبر علوم الطب الشرعي المركزي في بونه. أشارت الشظايا التي تمَّ انتشالها من السفينة إلى أنَّ الصاروخ ربما كان من طائرة بدون طيار من طراز شاهد 136. احتجزت البحرية الهندية سفينتين إيرانيتين بالقرب من الهجوم وفتشتهما – ناقلة البضائع السائبة أرتينوس وسفينة الشحن العامة سافيز – ولكن لم يتم العثور على دليل على تورطهما. 
ردَّت الهند بتخصيص مدمرات للقيام بدوريات في ممرات الشحن في المحيط الهندي بينما ناقش رئيس الوزراء مودي الحادث وقضايا الشرق الأوسط مع ولي العهد ورئيس الوزراء السعودي محمد بن سلمان ورئيس وزراء إسرائيل بنيامين نتنياهو. 